# Герб Добровского района

Герб Добровского района является официальным символом Добровского района Липецкой области. Утвержден Решением районного Совета депутатов № 37-рс от 14 апреля 2004 года.
Герб по геральдическим правилам и канонам является полугласным.

## Описание герба(блазон)
"В червленом (красном) поле над трижды выщербленной и завершенной серебряной цепью лазоревой (синей, голубой) оконечностью - три золотые, соединенные переходами бревенчатые башни, из которых средняя выше, с двухконечными вымпелами на остриях кровель".

## Обоснование герба
Герб Добровского района отражает исторические, культорологические и географические особенности района.
В XIII веке на территории села Доброе существовала небольшая крепость, основанная рязанскими князьями.
В XVII веке она была существенно перестроена, а затем вошла в Белгородскую защитную черту, защищавшее Московское государство от набегов крымских татар. Все эти исторические реалии отразились в символике современного герба и флага района.
По территории района протекает важная в историческом смысле река Воронеж. В первой половине XVII века складывается судостроительная специализация района. По повелению Петра I здесь строятся железоделательные заводы (наряду с Липецким районом).
Для Азовского похода Петра I в 1695—1696 гг. добровцами было построено 360 стругов, изготавливались корабельные снасти, в том числе и якоря. События конца XVII века показаны на гербе символически: река Воронеж изображена волнистой лазоревой линией в оконечности щита. Якорная цепь символизирует Добровскую верфь.
Цепь в геральдике — символ верности и служения.
Золото — символ постоянства, прочности, силы, интеллекта.
Серебро — символ совершенства, мудрости, благородства, мира и взаимного сотрудничества.
Червленый (красный) цвет в геральдике — символ храбрости, мужества, красоты и труда.
Лазоревый (синий, голубой) цвет в геральдике — символ истины, чести и добродетели.